# Pharsalia philippinensis
Pharsalia philippinensis là một loài bọ cánh cứng trong họ Cerambycidae.